# Liste der Bodendenkmale im Landkreis Anhalt-Bitterfeld

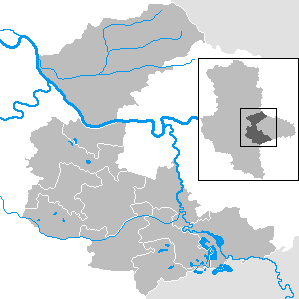
Karte des Landkreises Anhalt-Bitterfeld

In der Liste der Bodendenkmale im Landkreis Anhalt-Bitterfeld sind die Bodendenkmale im Landkreis Anhalt-Bitterfeld aufgeführt. Grundlage der Einzellisten sind die in den jeweiligen Listen angegebenen Quellen.
Diese Liste ist eine Teilliste der Liste der Bodendenkmale in Sachsen-Anhalt.
Die Kulturdenkmale sind in der Liste der Kulturdenkmale im Landkreis Anhalt-Bitterfeld erfasst.

## Aufteilung
Wegen der großen Anzahl von Bodendenkmalen im Landkreis Anhalt-Bitterfeld ist diese Liste in Teillisten nach den Städten und Gemeinden aufgeteilt.
| Gemeinde/ Stadt      | Bodendenkmalliste                                     | Wappen | Lage | Bild eines Bodendenkmals |
| -------------------- | ----------------------------------------------------- | ------ | ---- | ------------------------ |
| Aken (Elbe)          | Liste der Bodendenkmale in Aken (Elbe)                |        |      |                          |
| Bitterfeld-Wolfen    | Liste der Bodendenkmale in Bitterfeld-Wolfen          |        |      |                          |
| Köthen (Anhalt)      | Liste der Bodendenkmale in Köthen (Anhalt)            |        |      |                          |
| Muldestausee         | Liste der Bodendenkmale in Muldestausee               |        |      |                          |
| Osternienburger Land | Liste der Bodendenkmale in Osternienburger Land       |        |      |                          |
| Raguhn-Jeßnitz       | Liste der Bodendenkmale in Raguhn-Jeßnitz             |        |      |                          |
| Sandersdorf-Brehna   | Liste der Bodendenkmale in Sandersdorf-Brehna         |        |      |                          |
| Südliches Anhalt     | Liste der Bodendenkmale in der Stadt Südliches Anhalt |        |      |                          |
| Zerbst/Anhalt        | Liste der Bodendenkmale in Zerbst/Anhalt              |        |      |                          |
| Zörbig               | Liste der Bodendenkmale in Zörbig                     |        |      |                          |